# ذعرة الجبل
ذعرة الجبل (الاسم العلمي: Motacilla clara) (بالإنجليزية: Mountain Wagtail)‏ هو طائر صغير من الجواثم ينتمي لفصيلة التمرة.